# 水上艦艇用機関銃架（遠隔操作型）

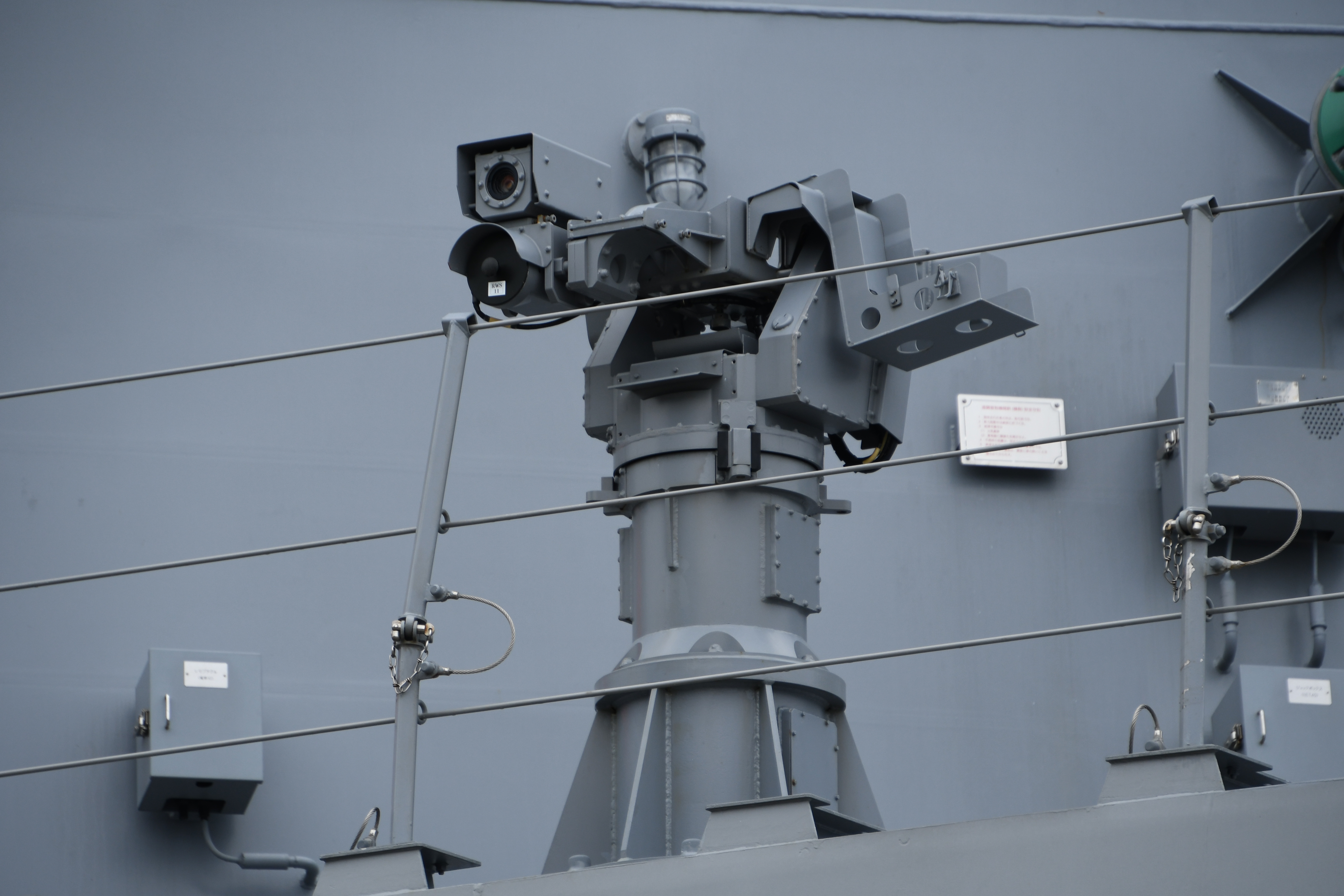
護衛艦「しらぬい」(DD-120)に搭載された水上艦艇用機関銃架(遠隔操作型)

水上艦艇用機関銃架(遠隔操作型)（すいじょうかんていようきかんじゅうか"えんかくそうさがた"）は日本国の海上自衛隊で調達、運用されているRWS（Remote Weapon Station、遠隔操作式銃塔）の呼称である。
艦船に搭載可能な遠隔操作式の無人銃架であり、銃架に取付けられた電子光学照準装置の撮像映像を操作員が艦内のモニターで確認しながら、搭載した12.7mm重機関銃で射することができる装置である。日本製鋼所が開発、製作し、あさひ型護衛艦「しらぬい」から搭載された。

## 来歴

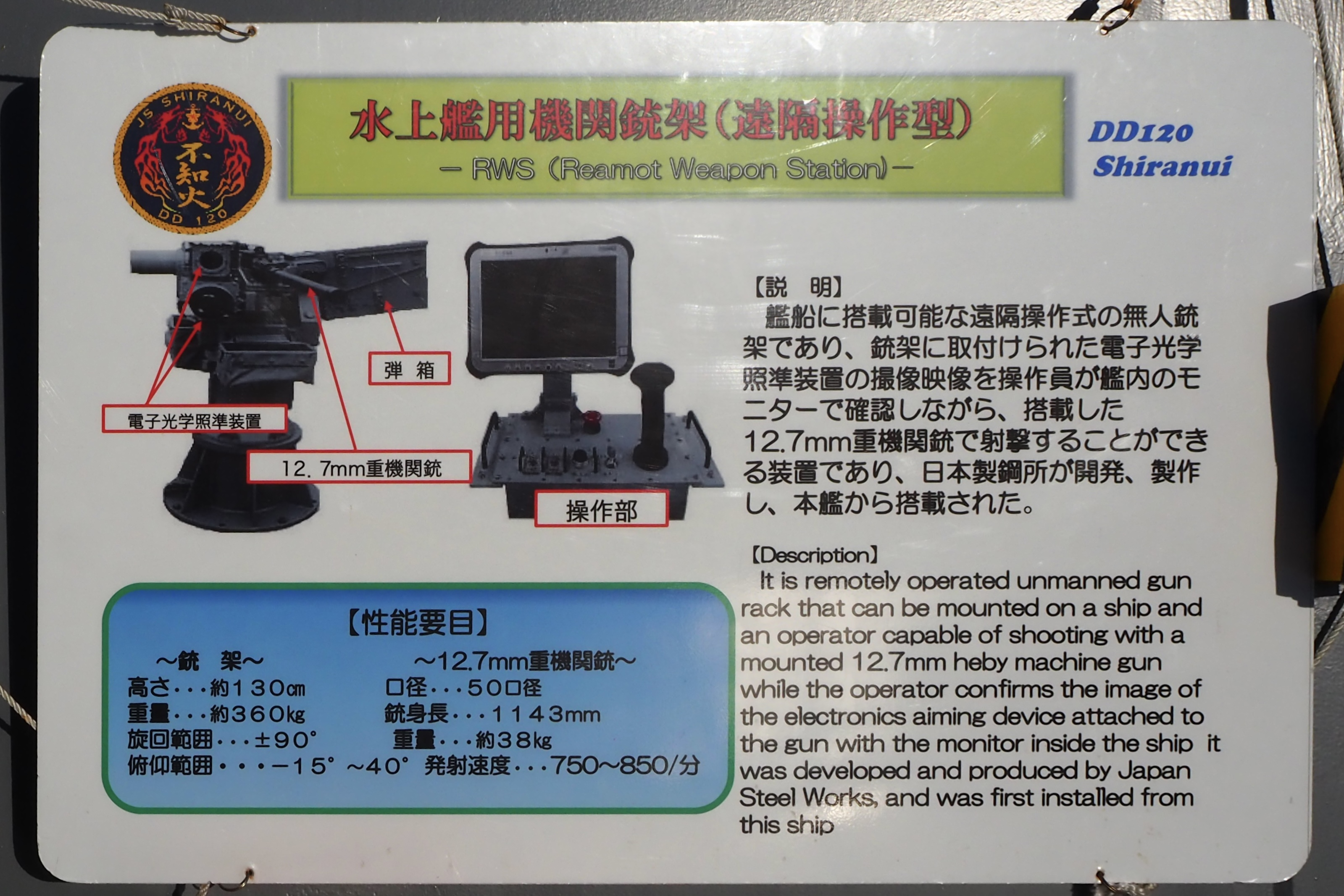
護衛艦「しらぬい」甲板上の説明板

水上艦艇用機関銃架（遠隔操作型）は主として省人化、省力化及び隊員の安全確保の観点から採用されたもので、海上自衛隊は、既存の12.7mm機関銃を自動化したものと位置付け、従来と同等の運用が行われるものとしている。
2009 - 2011（平成21 - 23）年度に当時の防衛省技術研究本部（現装備庁）が、日本製鋼所を主契約社として、12億円を投じて研究試作を行なった陸上自衛隊の車輌搭載型RWSをベースに開発された。
この車輌搭載型RWSにはサーマルイメージャー、ビデオカメラ、レーザー測距儀、自動追尾装置、安定化装置などが組み込まれており、5.56mm、7.62mm、12.7mm機銃及び、40mm擲弾発射器を搭載して評価試験が行なわれたが、搭載を想定していた装輪装甲車 (改)の開発が中止されたため、現時点では陸上自衛隊には採用計画が存在していない。

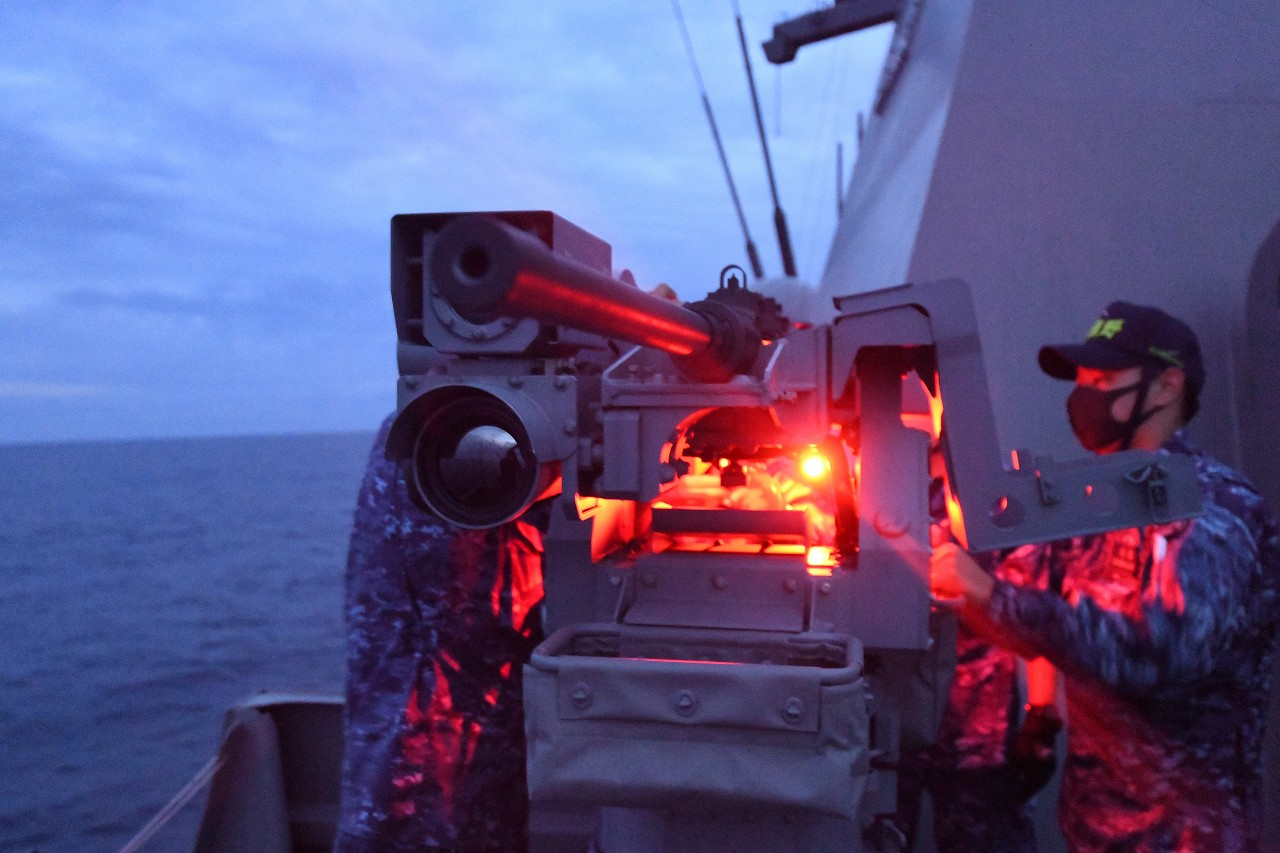
もがみ型護衛艦の水上艦艇用機関銃架(遠隔操作型)

海上自衛隊はRWSを選定するにあたって、ノルウェーのコングスベルク製の「シー・プロテクター」と日本製鋼所が試作したRWSの比較を実施。その結果国産品は輸入品に比べて維持整備が容易であること、海上自衛隊の要求に合致していたことなどから、「水上艦艇用機関銃架（遠隔操作型）」は日本製鋼所の試作品をベースに開発されることとなった。
「水上艦艇用機関銃架（遠隔操作型）」はレーザー測距装置や自動追尾装置、映像記録機能などを省略してコストの低減を図っている。火器は住友重機械工業製のM2 12.7mm機関銃が搭載されるが、日本製鋼所が開発した動力付きの20mm機関砲はM2よりも発射時の反動が小さいため、この機関砲の搭載も可能とされている。なお20mm機関砲搭載型は平成29（2017）年度に防衛装備庁からの受注（受注額8,754万4,800円）により試作も行なわれている。
「水上艦艇用機関銃架（遠隔操作型）」はもがみ型護衛艦及び、あさひ型護衛艦2番艦「しらぬい」に装備されている。調達コストはもがみ型護衛艦用が2隻分4基で1億5215万400円、調達単価約3,800万円で、「しらぬい」用には2基が各2,160万円で調達されている。同型艦の「あさひ」にも搭載されるかは明らかにされていない。いずれも機銃は官給品として支給され、この価格には含まれていない。